# Isla Portage
La isla Portage  es una isla del archipiélago de las islas San Juan, situadas en el estrecho de Georgia. Pertenecen al Estado de Washington, Estados Unidos.
La isla posee un área de 3.803 km² y permanece deshabitada, según el censo de 2000. Se encuentra muy próxima a la isla Lummi. 